# Babar – Der Film
Babar – Der Film ist ein kanadisch-französischer Zeichentrickfilm aus dem Jahr 1989. Er wurde von den Studios Nelvana Limited, Ellipse Programme und Odessa Films produziert. Die Premiere fand am 28. Juli 1989 in den USA statt. In Deutschland erschien der Film 1991 auf Video und 2008 auch auf DVD. Der Film basiert auf den Kinderbüchern über Babar von Jean de Brunhoff und dessen Sohn Laurent.

## Handlung
Im Elefantenland findet jedes Jahr ein großer Festzug statt. Am Vorabend des Festzuges erzählt Babar seinen Kindern, wie er als junger Elefant das Dorf von Celeste, seiner jetzigen Frau, vor dem Rhinozeroskönig Rataxes und seiner Armee beschützte und den Krieg zwischen Elefanten und Rhinozerossen beendete.

## Kritik
Das Lexikon des internationalen Films meinte, dass der Zeichentrickfilm „zwar immer noch kindgerechte Unterhaltung“ biete, „jedoch einen Teil des Charmes der Vorlage der großen Leinwand“ geopfert habe. Die Charaktere seien „etwas gröber entwickelt“ und „die sprachlichen Feinheiten, die die Serie auszeichnen“, seien „verloren gegangen“.